# Astute-Klasse
Die Astute-Klasse ist die neueste Generation von Atom-U-Booten der britischen Royal Navy. Die Jagd-U-Boote (SSN) werden seit 2010 in Dienst gestellt und ersetzen die Trafalgar-Klasse aus den 1980er Jahren. Geplant ist die Anschaffung von insgesamt sieben U-Booten dieser Klasse. Im Vergleich zu den 30 Jahre älteren Vorgängern erlaubt die Astute mehr Waffenzuladung, besser verschlüsselte Kommunikation und ist schwerer zu orten. Die Kosten pro Schiff werden derzeit mit ungefähr 1,3 Milliarden Euro angegeben.

## Geschichte
Bereits in den 1980er-Jahren plante die Royal Navy, auf absehbare Zeit ihre U-Boote der Swiftsure-Klasse zu ersetzen. Mit dem Ende des Kalten Kriegs änderten sich jedoch auch bei der Royal Navy die Prioritäten. Während der ursprüngliche Entwurf ein weiteres Jagd-U-Boot zur Abwehr sowjetischer U-Boote vorsah, benötigte man nun einen Bootstyp, der vorrangig militärische Operationen rund um den Globus unterstützen sollte. Der Versuch von Vickers Shipbuilding hierzu eine modifizierte Version der Trafalgar-Klasse zu bauen, erwies sich als zu kostspielig und wenig effizient. 1997 erhielt BAE Naval Systems daher den Auftrag zum Bau eines völlig neuen U-Boot-Typs. Man griff hierbei auf die Erfahrungen mit den raketentragenden SSBNs der Vanguard-Klasse sowie der inzwischen modernisierten Trafalgar-Klasse zurück.
Im Zuge der Verkleinerung der Jagd-U-Boot-Flotte von dreizehn auf sieben U-Boote wurde 2003 entschieden, die sechs Boote der Swiftsure-Klasse ersatzlos auszumustern und die Astute-Klasse nun als Ersatz für die sieben Einheiten der Trafalgar-Klasse vorzusehen.
Am 31. Januar 2001, exakt 100 Jahre nach der Kiellegung des ersten britischen U-Bootes, der Holland 1, fand die Kiellegung der Astute in Barrow-in-Furness statt. Der Stapellauf fand am 8. Juni 2007 statt, getauft wurde die Astute durch Camilla, Duchess of Cornwall. Die Indienststellung erfolgte am 27. August 2010.

## Zukunft des Projektes
Die ursprünglichen Planungen der Royal Navy sahen die Anschaffung von sieben U-Booten der Astute-Klasse vor. 1997 war jedoch lediglich eine erste Bauserie mit drei U-Booten geordert worden, im Mai 2007 wurde der Vertrag für das vierte U-Boot unterzeichnet. Die Bestellung für die fünfte und sechste Einheit der Klasse wurde am 25. März 2010 bestätigt, ob das geplante siebte U-Boot ebenfalls gebaut wird, war lange Zeit offen. In dem am 19. Oktober 2010 veröffentlichten Weißbuch bestätigte die Regierung die Anschaffung von sieben Einheiten der Astute-Klasse.

## Konstruktion

Profil der U-Boote der Astute-Klasse

Die U-Boote der Astute-Klasse werden von einem Rolls-Royce-PWR2-Druckwasserreaktor angetrieben. Hierbei handelt es sich um eine leicht modernisierte Version des Reaktors der Vanguard-Klasse. Der wesentliche Vorteil dieses Reaktors ist, neben einer höheren Geschwindigkeit und einem leiseren Antrieb, dass er durch die Verwendung neuartiger Brennelemente, dem sogenannten „Core H“, während der gesamten Dienstzeit der U-Boote nicht wiederaufgefüllt werden muss. Das Wiederauffüllen der Reaktoren war bislang eine langwierige und kostspielige Angelegenheit. Ein Nachteil des Reaktors ist, dass er eigentlich für die doppelt so großen ballistischen U-Boote der Vanguard-Klasse gebaut wurde und daher sehr viel Platz einnimmt. Dies ist einer der Gründe, weswegen die U-Boote der Astute-Klasse die größten je in Europa gebauten SSN sein werden.
Die Außenhülle der U-Boote ist aus speziell gehärtetem Stahl (Q1N) gefertigt und von schalldämmenden Gummikacheln ummantelt. Nach einem Brand am Turm der Astute wurden die Kacheln dieses Schiffes mit einer feuerfesten Speziallackschicht überzogen. Bei den nachfolgend gebauten Booten der Klasse sind die Kacheln selbst feuerfest.
Die U-Boote werden mit modernster Technologie zur Seeüberwachung sowie für Aufklärungseinsätze ausgestattet sein. Die Bewaffnung besteht aus einem Mix aus Torpedos, Anti-Schiff-Raketen und Tomahawk-Marschflugkörpern. Entgegen der ursprünglichen Planung, die den Einsatz von Tomahawk-Block-III-Marschflugkörpern vorsah, wird die Royal Navy die U-Boote nun mit dem Tomahawk Block IV (Tactical Tomahawk) ausstatten. Insgesamt werden die U-Boote 50 Prozent mehr Waffen mitführen können als ihre Vorgänger.

## Kosten
Zu Beginn der Entwicklung war geplant, pro U-Boot nicht mehr als eine Milliarde Pfund (ca. 1,5 Milliarden Euro) auszugeben. Im Verlauf der Entwicklung kam es jedoch mehrfach zu Problemen und Verzögerungen, die die Kosten in die Höhe trieben. Nach offiziellen Angaben wird die Royal Navy für die ersten drei U-Boote nun insgesamt 3,5 Milliarden £ zahlen. Für die drei U-Boote der zweiten Bauserie wird derzeit ein Budget von 2 Milliarden Pfund veranschlagt, da die Entwicklungskosten ausschließlich auf die ersten drei U-Boote umgelegt wurden. Für das siebte U-Boot sind 680 Millionen Pfund eingeplant. Hieraus ergibt sich ein Durchschnittspreis von etwa 900 Millionen Pfund pro U-Boot, was innerhalb des ursprünglichen Kostenrahmens liegt.

## Einheiten
| Kennung | Name          | Kiellegung       | Stapellauf      | Indienststellung   | Verbleib |
| ------- | ------------- | ---------------- | --------------- | ------------------ | -------- |
| S119    | HMS Astute    | 21. Januar 2001  | 8. Juni 2007    | 27. August 2010    | aktiv    |
| S120    | HMS Ambush    | 22. Oktober 2003 | 6. Januar 2011  | 1. März 2013       | aktiv    |
| S121    | HMS Artful    | 11. März 2005    | 17. Mai 2014    | 18. März 2016      | aktiv    |
| S122    | HMS Audacious | 24. März 2009    | 28. April 2017  | 23. September 2021 | aktiv    |
| S123    | HMS Anson     | 14. Oktober 2011 | 19. April 2021  | 31. August 2022    | aktiv    |
| S124    | HMS Agamemnon | 18. Juli 2013    | 2. Oktober 2024 |                    | im Bau   |
| S125    | HMS Achilles  | 14. Mai 2018     |                 | (2028/2029)        | im Bau   |

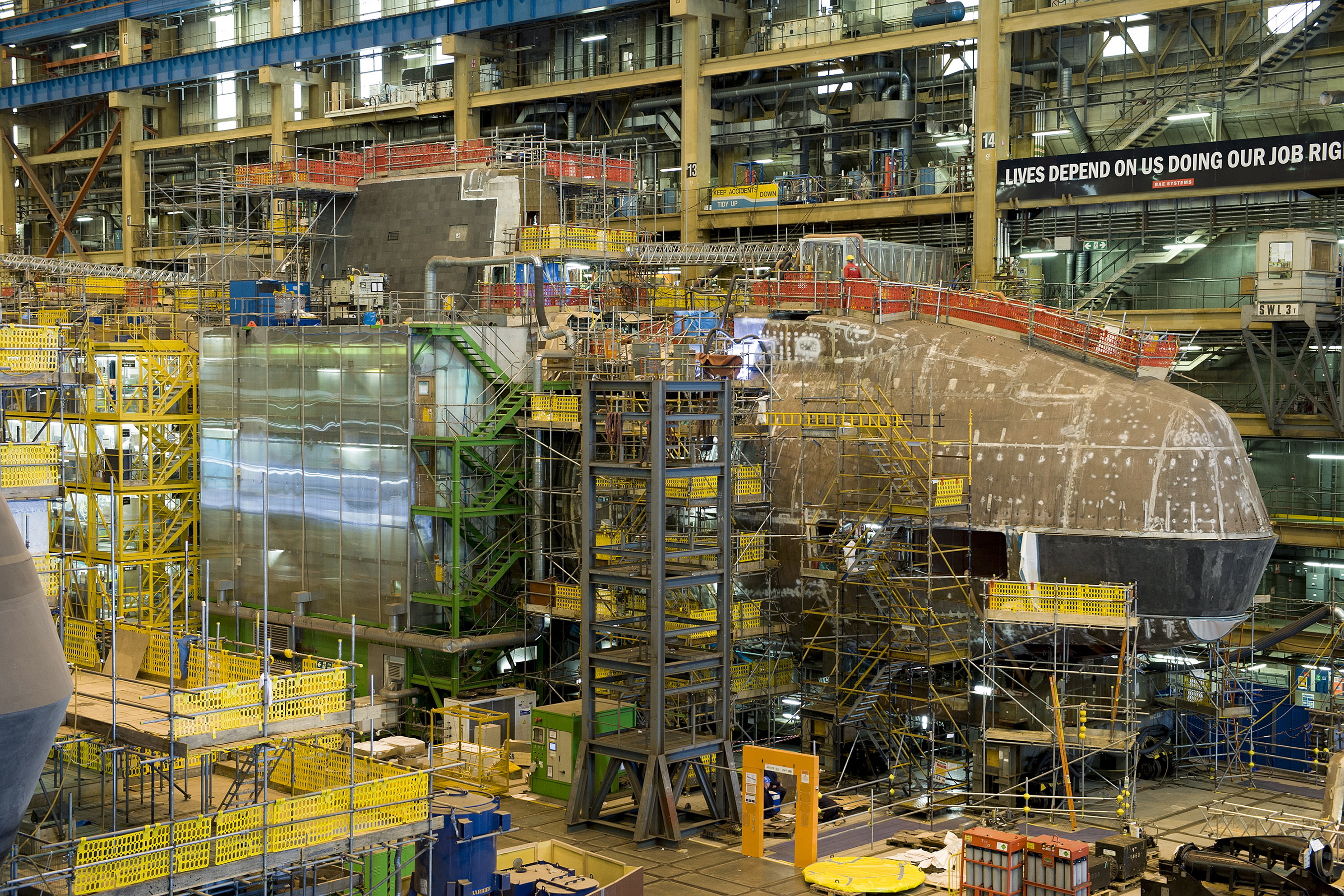
Die Audacious im Bau im Juli 2013

Das letzte Boot, die Achilles, sollte zunächst Agincourt heißen, wurde aber noch vor ihrem Stapellauf umbenannt.